# تو استپس فرام هل
تو استپس فرام هل (به انگلیسی: Two Steps from Hell) یک شرکت تولیدکننده موسیقی آمریکایی است که در لس آنجلس، کالیفرنیا واقع شده و در سال ۲۰۰۶ توسط توماس برگرسن و نیک فونیکس تأسیس شده‌است. این شرکت عمدتاً روی موسیقی فیلم و سبک تریلر متمرکز می‌باشد و برای تریلر فیلم‌هایی مانند میان ستاره ای، هری پاتر، دزدان دریایی کارائیب و مردان ایکس آهنگهایی تهیه کرده‌است.

## تاریخچه
تأسیس تو استپس فرام هل در سال ۲۰۰۶ هنگامی شروع شد که توماس برگرسن و نیک فونیکس شروع به نوشتن موسیقی برای تریلر و فیلم‌ها کردند. برگرسن در سال ۲۰۰۳ از تروندهایم نروژ به ایالات متحده نقل مکان کرد و به همراه فونیکس که از سال ۱۹۹۷، قبل از عزیمت به لس آنجلس آهنگسازی را آغاز کرده بود، در اوایل سال ۲۰۰۶ این شرکت را تشکیل دادند و برای بیش از ۱۰۰۰ تریلر اصلی فیلم‌ها، موسیقی ساخته‌اند.

### منشأ نام
ایدهٔ نام این شرکت را توماس برگرسن از یک کلاب شبانه نروژی با نام «دو طبقه از بهشت» گرفته‌است.

### بنیانگذاری و موفقیت اولیه (۲۰۱۰–۲۰۰۲)
تو استپس فرام هل به‌طور عمده موسیقی تریلر و موسیقی حماسی تولید می‌کند، اگرچه اخیراً از آن برای نمایش‌های تلویزیونی و بازی‌های ویدئویی نیز آثاری تهیه کرده‌است.
علیرغم موفقیت‌ها، این شرکت آلبومی را به‌طور رسمی منتشر نکرد؛ تا اینکه در ماه مه ۲۰۱۰ آلبوم Invincible(شکست ناپذیر) را منتشر کرد.
از ژانویه سال ۲۰۱۷، این گروه علاوه بر ۲۰ آلبوم نمایشی، ۱۰ آلبوم عمومی نیز منتشر کرده‌است.
آلبوم Sun که در ۳۰ سپتامبر ۲۰۱۴ منتشر شد، دومین آلبوم انفرادی از توماس برگرسن است.
علاوه بر این، در ژوئیه سال ۲۰۱۴ این شرکت کتابی الکترونیکی با نام Colin Frake on Fire Mountain منتشر کرد، که شامل یک رمان ۷۵۰۰۰ کلمه ای است که توسط نیک فونیکس نوشته شده‌است. و همچنین یک امتیاز اصلی نیز از طریق یک انتشار موسیقی متن دنباله ای با عنوان Colin Frake: Asclepius در آوریل ۲۰۱۷ منتشر شد.
گرافیست اصلی تو استپس فرام هل، استیون گیلمور (Steven Gilmore) است،او در طراحی آرم این شرکت و همچنین تولید کاور برای اغلب آلبوم‌ها نقش داشته‌است.
جلد Illusions آلبوم انفرادی توماس برگرسن، توسط Jesper Krijgsman طراحی شدهو جلد آلبوم Sun توسط خود توماس برگرسن طراحی شده‌است.

### سایر نمایش‌ها مهم
از آثار این گروه در مکانهای مختلف از رویدادهای جهانی گرفته تا کنسرت‌های محلی به‌طور گسترده استفاده می‌شود که برخی از آنها در زیر ذکر شده‌است:
- آهنگ آنها «Heart of Courage» به عنوان اولین آهنگ اصلی افتتاحیه برنامه تلویزیونی ناتان برای تو استفاده می‌شود.[۱۱]
- آهنگ آنها «Heart of Courage» در آغاز مسابقات یورو یورو ۲۰۱۲، در آغاز فینال بازی‌های المپیک بازی‌های المپیک ۲۰۱۲ لندن و همچنین در یک فیلم تبلیغاتی برای روز جهانی جوانان ۲۰۱۱ در مادرید استفاده شد.[۱۲]
- آهنگ آنها «Heart of Courage» به عنوان اصلی‌ترین تم سریال تلویزیونی تاریخ و فرهنگ ایتالیا از Ulisse , il piacere della scoperta به کارگردانی آلبرتو آنجلا استفاده می‌شود.
- ترانه «Invincible» به‌طور زنده توسط رویال دریایی باندز در رویال آلبرت هال در لندن در آوریل ۲۰۱۳ اجرا شد.[۱۳]
- در تاریخ ۴ ژوئن ۲۰۱۲، یک برنامه رسمی برای iOS و Android اعلام شد که حاوی ۱۹ آهنگ موسیقی قبلاً منتشر شده در یک آلبوم تلفیقی به نام Demon's Dance است. این برنامه از طریق فید رسمی توییتر این شرکت اعلام شد.[۱۴][۱۵] این برنامه به‌طور رسمی در تاریخ ۲۶ ژوئن ۲۰۱۲ برای IOS منتشر شد،[۱۶] و به دنبال آن نسخه اندرویدی روز بعد.[۱۷]
- آلیشیا ساکرامون ، ژیمناست هنری آمریکایی در سال ۲۰۱۱ از "Heart of Courage" به همراه آهنگ دیگری برای کارهای روزمره خود استفاده کرد. [نیازمند منبع]
- ژیمناستیک ریتمیک اوکراینی آلینا Maksymenko برای کارهای معمول خود در سال ۲۰۱۲ از مدلی از آهنگهای سازندگان تیم استفاده کرد، او در لندن، در ششمین دوره ژیمناستیک ریتمیک به پایان رسید. همین مدلی که در سال ۲۰۱۳ توسط ژیمناستیک هنری ایتالیایی، Enus Mariani برای کارهای روزمره خود مورد استفاده قرار گرفت. [نیازمند منبع]
- ژیمیا استیشنروبر ژیمناستیک هنری سوئیس در سال ۲۰۱۳ از آهنگ "Love and Loss" به عنوان موسیقی طبقه خود استفاده کرد. [نیازمند منبع]
- کنیچی ابینا ، برنده "Got Talent" در سال ۲۰۱۳ ، در اجرای برنامه از تعدادی ترانه در مسیر پیروزی خود در نمایش واقعیت استفاده کرد، از جمله Ocean Princess" "Promise و "For The Win".[۱۸]
- ۲۰۱۴ شرکت کنندگان مسابقه Got Talent ، والو و بابی از "Archangel" در عملکرد مرحله یک چهارم خود استفاده کردند.
- الکس مگالا، رقیب Got Talent، بریتانیا ۲۰۱۶ در عملکرد نیمه نهایی خود از "Strength of a Thousand Men" و "SkyWorld" استفاده کرد.
- Calgary Flames از آهنگ "Sons of War" در ویدیوی افتتاحیه فصل ۲۰۱۱/۲۰۱۲ استفاده کرد.[۱۹]
- اسکیت بازان روس، النا ردیونوا، از آهنگ "Nero" به عنوان موسیقی برنامه کوتاه خود در سال ۲۰۱۳–۲۰۱۴ استفاده کرد.
- نیل روبرتسون، نوازنده اسنوکر استرالیایی، از "Heart Of Courage" به عنوان پیاده‌روی موسیقی در مسابقات استفاده می‌کند.[۲۰]
- آهنگ «Heart of Courage» توسط تیم راگبی اسپرینگبوک در ماه مه سال ۲۰۱۵ در ویدیوی ساخت آنها برای جام جهانی 2015 IRB استفاده شد.[۲۱]
- در اکتبر سال ۲۰۱۵، مایکروسافت در پرده برداری از اولین لپ تاپ این شرکت یعنی Surface Book از آهنگ "Rebirth" از آلبوم Orion استفاده کرد.[۲۲]
- در Ubisoft's Watch Dogs 2 آهنگ "Neverdark" از Classics Vol. 2 آلبوم را می‌توان از طریق صندوق‌های یک باشگاه wargames شنید.
- تیم اتحادیه راگبی لیگ برتر انگلیس Aviva , Sale Sharks وقتی که در ابتدای بازی به میدان می‌آیند، "Heart of Courage" را به عنوان هوادار خود انتخاب می‌کنند.
- ریمیکس Burn Dubstep از "Strength of a Thousand Men" به عنوان موسیقی پس زمینه برای یک چالش در قسمت ۲ از فصل ۷ از مسابقه مسابقه RuPaul's Drag Race استفاده شد که در آن ملکه‌های باقی مانده مجبور بودند در حالی که در حال دمیدن با دمنده برگ بودند، عکس بگیرند.
- "Forever in My Dreams" به عنوان آهنگ تم برای کشتی‌گیر حرفه ای ماریا کانلیس در TNA از ۵ ژانویه ۲۰۱۶ تا ۱۷ مارس ۲۰۱۷ استفاده شد
- گروه موسیقی متال مترقی آمریکایی Dream Theater از ترانه "The Colonel" به عنوان آهنگ معرفی برای تورهای جهانی تصاویر، کلمات و فراتر از سال ۲۰۱۷ استفاده کرد. آنها همچنین از ترانه "Atlas" به عنوان ترانه معرفی برای برنامه "Distance Over Time Tour" در سال ۲۰۱۹ استفاده کردند. [نیازمند منبع]
- "For The Win" به عنوان آهنگ تم برای پوشش CTV / TSN از جام جهانی فیفا ۲۰۱۸ در کانادا استفاده شد.
- "For the Win" همچنین به عنوان یک دوئل برای رقصندگان کالانی هلیکر و سارا دلایل در Dance Moms استفاده می‌شد.
- "To Glory" را به عنوان موسیقی پس زمینه به مورد استفاده قرار گرفت نیروی هوایی جمهوری سنگاپور ۵۰ سالگرد flypast هوایی خاص را در سنگاپور ملی رژه روز، ۲۰۱۸.
- "Birth of a Hero" به عنوان موسیقی تریلر بازی "Cris Tales" مورد استفاده قرار گرفت

## دیسکوگرافی

### آلبوم‌های عمومی
منبع:
- (Invincible (2010 - تألیف برخی از محبوب‌ترین آهنگ‌های دو مرحله از جهنم.
- (Illusions (2011 - آلبوم انفرادی توماس برگرسن، پیش از این با نام Nemesis II.
- (Archangel (2011- تلفیقی از محبوب‌ترین دو مرحله از آهنگ‌های جهنم.
- (Demon's Dance (2012 - تألیف آهنگ از آلبوم‌های مختلف که ژانرهای مختلفی را پوشانده‌اند، فقط در برنامه Two Steps from Hell برای iOS و Android موجود است.
- (Halloween (2012 - تألیف آهنگ‌های ترسناک مشهور از چندین آلبوم نمایشی، با چندین آهنگ دیگر از ژانرها.
- (SkyWorld (2012 - اولین آلبوم عمومی که از آهنگ‌های جدید جدید استفاده می‌کند.
- (Classics Volume One (2013 - تلفیقی از آهنگ‌های قبلاً منتشر نشده به همان ترتیب شکست ناپذیر و Archangel. اولین آلبوم عمومی که با صدای بدون افت در دسترس است.
- (Speed of Sound (2013 - آلبوم نیک فونیکس. آهنگ‌های جدید.
- (Miracles (2014 - یک درام حماسی / آلبوم احساسی با بهترین‌های Illumina , Dreams & Imagination , Two Steps of Heaven و چند آهنگ جدید که توسط توماس برگرسن ساخته شده‌است.[۲۴]
- (Sun (2014 - همه آهنگهای جدید توماس برگرسن. به دنبال Illusions.
- (Battlecry (2015 - آلبوم عمومی؛ به دنبال SkyWorld و اولین آلبوم عمومی که در دو دیسک منتشر شد. بعداً در سال ۲۰۱۷ با عنوان Battlecry Anthology دوباره منتشر شد و نسخه‌های سازها و ارکسترال همه آهنگ‌های این آلبوم اصلی را شامل می‌شد.[۲۵]
- (Legacy (2015 - آلبوم اختصاصی ژاپن با آهنگسازی از آلبوم‌های عمومی قبلی.[۲۶]
- (Classics Vol.2 (2015 - تألیف آهنگ‌های جدید و قبلاً منتشر نشده.
- (Two Step from Hell: Ringtones (2016 - مجموعه ای از آهنگ‌های زنگ منتشر شده در Google Play.[۲۷]
- (Vanquish (2016 - دارای اجراهای آوازی Felicia Farerre , Asja Kadric , Jenifer Thigpen و Linea Adamson.[۲۸]
- (Unleashed (2017 - ویژگی‌های اجرای آواز توسط Merethe Soltvedt , CC White , Felicia Farerre , Uyanga Bold , Nick Phoenix و Linea Adamson.[۲۹]
- (Impossible (2018 - دومین آلبوم اختصاصی ژاپن با آهنگسازی از آلبوم‌های عمومی قبلی مانند Battlecry , Vanquish , Unleashes و Classics Volume Two.
- (Dragon (2019 - ویژگی‌های اجرای آواز توسط Felicia Farerre , Merethe Soltvedt و Uyanga Bold.
- (Humanity (2020 - یک آلبوم هفت فصل با تمام آهنگ‌های جدید توماس برگرزن. پیگیری هر دو Sun و Illusions. فصل ۱ قرار است از اول ژوئیه منتشر شود.
- (Dragon II (TBA - اعلام شده توسط توماس برگرسن در جریان پخش مستقیم برتر اژدها.
- (Mind Tracer (TBA - در صفحه فیس بوک خود اعلام کرد. از توضیحات آنها، «پر از synths و رشته‌های شدید» است.

### آلبوم‌های نمایشی
منبع:
- جلد اول (۲۰۰۶) - آلبوم اول، با ژانرهای مختلف
- Shadows and Nightmares (2006) - آلبوم ژانر وحشت، همراه با کتابخانه جلوه‌های صوتی
- Dynasty (2007) - آلبوم ژانر حماسه
- All Drums Go to Hell (2007) - آلبوم به شدت کوبه ای گرا
- پاتوژن (۲۰۰۷) - آلبوم فلزی با مضمون علمی-تخیلی که توسط نیک ققنوس ساخته شده‌است
- Nemesis (2007) - آلبوم ژانر اپیک که عمدتاً توسط توماس برگرزن ساخته شده‌است
- Dreams & Imagutions (2008) - آلبوم New Age. بعداً با عنوان Dreams & Imagations Anthology با نسخه‌های سازنده / جایگزین برخی از آهنگ‌ها دوباره در دسترس عموم قرار گرفت.
- Legend (2008) - آلبوم ژانر حماسه، با برخی از آهنگ‌ها ساخته شده توسط Troels Folmann. بعداً با عنوان Legend Anthology در سال ۲۰۱۹ دوباره منتشر شد، بدون آنکه آهنگ‌های قبلی در برخی از آلبوم‌های عمومی منتشر شود.
- خاکستر (۲۰۰۸) - آلبوم ژانر وحشت
- آلبوم The Devil Wears Nada (2009) - بیشتر آلبوم سبک و طنز
- Power of Darkness (2010) - آلبوم ژانر حماسه. بعداً با عنوان Power of Darkness Anthology در سال ۲۰۱۷ دوباره منتشر شد و حاوی نسخه‌های متناوب و سازهای / ارکسترال آهنگ‌های آلبوم اصلی بود.
- All Drones Go to Hell (2010) - آلبوم New Age؛ همچنین به عنوان آغازهای عرفانی شناخته می‌شود.[۳۱][۳۲]
- Illumina (2010) - آلبوم New Age. بعداً به عنوان Illumina Anthology در سال ۲۰۱۸ مجدداً در دسترس عموم قرار گرفت، بدون اینکه آهنگ‌های قبلی در Miracles منتشر شود.
- Balls to the Wall (2011) - آلبوم Percussion، با برخی آهنگ‌های ساخته شده توسط الکس پففر.
- نرو (۲۰۱۱) - آلبوم ژانر حماسه، با برخی از آهنگ‌ها ساخته شده توسط الکس پففر. بعداً با نام Nero Anthology در سال ۲۰۱۷ دوباره منتشر شد و حاوی نسخه‌های متناوب و سازهای / ارکسترال آهنگ‌های آلبوم اصلی بود.[۳۳]
- Two Steps of Heaven (2012) - پروژه پت توماس برگرزن، موسیقی با الهام بخش، احساسی و ماجراجویی. بعداً به عنوان Anthology Heaven در سال ۲۰۱۷ دوباره منتشر شد و حاوی نسخه‌های متناوب و سازهای / ارکسترال آهنگ‌های آلبوم اصلی بود.
- Burn (2012) - مجموعه کوچکی از هشت آهنگ ریمیکس dubstep.[۳۴]
- Cyanide (2013) - آلبوم Percussion
- Crime Lab (2013) - آلبوم صنعتی الکترونیکی[۳۵]
- توطئه باز (۲۰۱۴) - آلبوم ترکیبی الکترونیکی تشکیل شده توسط Hitesh CEON، نیک Kaelar، توماس Bergersen و نیک ققنوس.[۳۶]
- Amaria (2014) - آلبوم عصر جدید / درام ساخته شده توسط توماس برگرزن.[۳۰]
- Too Big to Fail (2014) - مجموعه ابزار جلوه‌های کتابخانه / جلوه‌های صوتی.[۳۷][۳۸][۳۹]
- Empire (2015) - آلبوم صنعت. اکثراً از آهنگ‌های جلد دو کلاسیک تشکیل شده توسط نیک ققنوس تشکیل شده‌است.[۴۰]
- Stronger Faster Braver (2015) - زیرنویس تحت عنوان «موسیقی ورزشی شدید». ترکیبات انگیزشی، پرانرژی و رانندگی.[۴۱]
- Hammerfist (2017) - آلبوم Percussion، که کاملاً توسط توماس برگرزن ساخته شده‌است.[۴۲][۴۳]
- Trapstar (2018) - آلبوم تجربی هیپ هاپ.[۴۴]
- Greatest Hits Remastered (2020) - مجموعه ای از آهنگهای مجدداً از آلبوم‌های عمومی مانند Invincible , Archangel , SkyWorld , Battlecry , Vanquish , Classics جلد دوم و منتشر شد.
- Catch Me (2020) - آهنگ‌های آوازی توسط توماس برگرزن.
- مناظر (۲۰۲۰) - آلبوم هواپیمای بدون سرنشین اتمسفر.

### آلبوم‌های دیگر
تعدادی آلبوم ساخته شده توسط آهنگسازان دیگر این شرکت وجود دارند که جزء کتابخانه اصلی محسوب نمی‌شوند و در نتیجه در دو مرحله رسمی از منابع جهنم ارائه نمی‌شوند. آنها شامل موارد زیر هستند:
- گناهکاران (2010[۴۵][۴۶]) - آلبوم الکترونیکی متال ساخته شده توسط الکساندر دیمیتریویچ
- Faction (2011[۴۷]) - هواپیماهای بدون سرنشین و تاریک‌های تاریک. همان‌طور که در ExtremeMusic.com نشان داده شده‌است، «براد ری» نویسنده فرضی است.
- Solaris (2013) - آلبوم آینده دار فلزی حماسه، در واقع توسط الکس پففر، که پیش از این چندین آهنگ در توپ به دیوار و نرو کمک کرده بود.
- Orion (2013) - آلبوم هیبریدی حماسه کوتاه ساخته شده توسط میشائی سلیسکی.[۴۸]
- قرنطینه (۲۰۱۴) - آلبوم علمی تخیلی Sci-fi که توسط برد روو ساخته شده‌است.[۴۹][۵۰]

علاوه بر این، آهنگساز Troels Folmann تعدادی آهنگ را به آلبوم‌های صنعت Dynasty , Dreams & Imagutions و Legend کمک کرد، اگرچه او فقط به عنوان دوم اعتبار داشت.

### سمفونی‌ها
- "American Dream" (2018) - مجموعه ای سمفونیک که توسط توماس برگرزن ساخته شده‌است.[۵۲]
- «هفت» (۷ اوت ۲۰۱۹) - اثری سمفونیک هفت حرکت که توسط توماس برگرزن ساخته شده‌است.[۵۳]

### تک آهنگ‌های تجاری
آهنگهای تجاری قابل دسترسی که در هیچ آلبومی موجود نیستند یا به عنوان آهنگ پیش نمایش منتشر شده‌اند. تمام قطعات زیر توسط برگرسن نوشته شده‌است، به جز موارد ذکر شده:
- "A Place in Heaven" (2011) - تک آهنگ پیش از انتشار از آلبوم Illusions. آوازهای ساخته شده توسط جنیفر تیگن.
- "Ocean Princess" (2011) - تک آهنگ پیش از انتشار از آلبوم Illusions. آوازهایی که توسط Merethe Soltvedt انجام شده‌است.
- (Starvation"(2011" - تک آهنگ پیش از انتشار از آلبوم Illusions.
- "وعده" (۲۰۱۱) - تک آهنگ پیش از انتشار از آلبوم Illusions. ویژگی‌های ویولن سل اجرا شده توسط تینا گوو و آوازهای ساخته شده توسط Merethe Soltvedt.[۵۴]
- «قلب» (۲۰۱۱) - در ابتدا یک مجرد ساخته شده برای جمع‌آوری پول برای کمک به قربانیان زلزله Tōhoku. بعداً در آلبوم Two Steps from Heaven و Miracles گنجانده شد.[۵۵]
- «قهرمان در قلب شما» (۲۰۱۳) - تک آهنگ ساخته شده برای جمع‌آوری پول برای کمک به قربانیان طوفان هایان در فیلیپین. متن ترانه توسط Merethe Soltvedt سروده و اجرا شده‌است.[۵۶]
- "It's A Wrap" (2014) - یک آهنگ ده دقیقه ای ارکستر تاریک، ماجراجوی ماجراجویانه که کاملاً با کتابخانه نمونه اختصاصی توماس ساخته شده‌است.[۵۷]
- «عشق پاییز» (۲۰۱۴) - آهنگ عاطفی، پیانو محور با سبکی مشابه Dreams and Imagination.[۵۸]
- "Into Darkness" (2014) - ترکیبی از نه دقیقه ای از سبک باشگاه نئو ارکسترال و EDM. متن ترانه توسط توماس برگرزن[۵۹]
- "Stay" (2014) - تک آهنگ پیش نمایش منتشر شده از آلبوم Miracles. متن ترانه توسط Merethe Soltvedt سروده و اجرا شده‌است.
- "معجزات" (۲۰۱۴) - دومین پیش‌آهنگ اول از آلبوم Miracles.[۶۰]
- "Children of the Sun" (2015.05.04) - نسخه آوازی اصلی "None Shall Live" از آلبوم Battlecry. متن آهنگ توسط Merethe Soltvedt.[۶۱]
- «کریسمس مدلی» (۲۰۱۵) - یک مدلی ارکسترال که آهنگهای مختلف کریسمس را شامل می‌شود.[۶۲] این مسیر دو مرحله از Xmas در ExtremeMusic.com نامگذاری شده‌است.[۶۳]
- "Threnody for Europe" (23 اوت ۲۰۱۳) - آهنگ تقریباً ده دقیقه ای به عنوان "یک تفکر موسیقی برای ناآرامی‌های کنونی در اروپاً در نظر گرفته شده‌است.[۶۴]
- «تو سبک هستی» (۲۰۱۸) - آهنگ ۵ دقیقه ای اثری جدید که شامل آوازهای Felicia Farerre است.[۶۵]
- «تصور کنید» (۲۰۱۸) - آهنگ جدید توماس برگرزن.[۶۶]
- "In Orbit" (2018) - آهنگ جدید حماسه راک توسط توماس برگرزن با آوازهای سیندا ام.
- "روشن‌ترین لبخند" (۲۰۱۸) - یکی دیگر از ترکیبات اثیری از توماس برگرزن که شامل آوازهای ناتالی ماژور است.
- "Catch Me" (2019) - یک آهنگ پاپ ۷ دقیقه ای حماسه توسط توماس برگرزن با آواز سونا.
- "کنار تو" (۲۰۱۹) - یک آهنگ ۳ دقیقه ای بلند قدم توسط توماس برگرزن که بار دیگر آواز سونا را شامل می‌شود.
- "یک میلیون صدا" (۲۰۱۹) - موسیقی متن فیلم ۹ دقیقه ای توماس برگرسن از فصل ۴ آلبوم آینده‌اش "بشریت".
- "ستاره کوچک" (۲۰۱۹) - موسیقی متن فیلم ۲ دقیقه ای با آوازهای آدری کارراش.
- "So Small" (2020) - موسیقی متن فیلم ۵ دقیقه ای بلند از توماس برگرزن از آلبوم آینده‌اش "بشریت".
- "برای دختری که همه چیز را دارد" (۲۰۲۰) - ترانه‌های نیک فونیکس و هیتش Ceon از یک آلبوم آینده "ذهن ردیاب".
- "Soaring Over Hollywood" (2009) - آهنگ آزمایشی ایجاد شده با استفاده از کتابخانه نمونه West West Hollywood Strings.
- "فقط یک پایان خوب دیگر" (۲۰۰۹) - آهنگ آزمایشی ایجاد شده با استفاده از کتابخانه نمونه West West Hollywood Strings.
- "در آغوش تو" (۲۰۱۰) - ریمیکس از "Memories" از آلبوم Dreams & Imagutions، با نمایشنامه Merethe Soltvedt.
- "Tower of Mischief" (2011) - در نظر گرفته شده‌است به عنوان یک پیش نمایش آلبوم Two Steps from Heaven، اما در نهایت در Nero منتشر شد.[۶۷]
- «آزادی من» (۲۰۱۱) - آهنگی که در ابتدا برای انتشار در توهم در نظر گرفته شده بود. بعداً در آلبوم Nero گنجانده شد. متن آهنگ توسط Merethe Soltvedt. از آن زمان تاکنون در آلبوم Miracles منتشر شده‌است.[۶۸]
- «بندیکتوس» (۲۰۱۱) - در ابتدا برای انتشار در خورشید در نظر گرفته شده بود. بعداً در آلبوم Two Steps from Heaven گنجانده شد.[۶۹]
- "Where You Are" (2011) - آهنگ Pop-Trance با عناصر آکوستیک. متن ترانه توسط Thomas Bergersen[۷۰]
- "روح من، نه مال تو" (۲۰۱۲) - آهنگ آزمایشی dubstep. بعداً در آلبوم Burn به عنوان "Not Your Soul" گنجانده شد.[۷۱]
- "سرود به زندگی" (۲۰۱۲) - آهنگی که به مناسبت تولد توماس منتشر شد. بعداً در یک کنسرت چک به عنوان "Hymnus Vitae Dedicatus" اجرا شد.[۷۲][۷۳]
- "To Die on Halloween" (2012) - ترانه ای از آلبوم عمومی، هالووین، با شعرهایی که توسط نیک ققنوس نوشته و اجرا شده‌است. یک ویدیو موسیقی رسمی از طریق YouTube منتشر شد.[۷۴]
- "Colin and Petunia" (2014) - آهنگ پیش نمایش برای آلبوم Colin Frake on Fire Mountain. برای انتشار آلبوم خود "Colin Frake" را بازخوانی کرد.[۷۵]
- «آزادی کشتی» (۲۰۱۵) - آهنگ پیش نمایش برای آلبوم Battlecry. ساخته شده توسط نیک ققنوس.[۷۶]
- "Neverdark" (2015) - آهنگ پیش نمایش برای آلبوم Classics Volume Two. ساخته شده توسط نیک ققنوس.[۷۷]
- "High C's" (2015) - آهنگ پیش نمایش برای آلبوم "Vanquish".[۷۸]
- "Fall of the Fountain World" (2016) - آهنگ پیش نمایش برای آلبوم "Vanquish".[۷۹]
- «آقای بیگانه عزیز» (۲۰۱۸) - با الهام از گزارشی خبری که در مورد بچه‌های تیراندازی جنایتکار صحبت کرده و به لعن / فحش دادن منجر شده‌است، که منجر به این شد که رسانه‌ها سانسور زبان ناعادلانه او را انجام دهند، همان‌طور که خود توماس در صفحه فیس بوک خود توضیح داد. متن ترانه نیز توسط توماس برگرزن نوشته شده‌است.